# Spider-Man : Crise d'identité
Crise d'identité (Identity Crisis en VO) est un arc narratif de Spider-Man, publié en 1998 sous la forme d'un crossover entre les 4 séries mensuelles du personnage. Suite directe de La Traque (Spider-Hunt), il voit l'Homme-Araignée renoncer à cette identité costumée le temps de déjouer une machination de Norman Osborn, et en adopter pas moins de quatre nouvelles à la place.

## Contexte
Quelque temps après avoir mis un point final à la Saga du Clone, Norman Osborn fait son retour par la grande porte en rachetant le Daily Bugle, expliquant avoir profité qu'on le croie mort pour se cacher de ses prétendus ennemis en Europe. Il parade ainsi durant toute une soirée de gala, touchant les points sensibles de plusieurs proches de Peter, puis il met sa maison sens dessus dessous, le tout afin de provoquer son ennemi. Plan qui fonctionne à merveille puisque le Tisseur ne tarde pas à lui rendre une visite pour lui faire subir sa colère. Cependant, c'était précisément là toute l'intention de l'industriel, puisque la scène est immortalisée par ses caméras de sécurité, et Osborn se fait ainsi passer pour la victime innocente de celui qui n'est qu'un fou masqué, dont il met aussitôt la tête à prix.

Plus impopulaire que jamais, Spider-Man est désormais recherché par la police, les chasseurs de primes et même certains personnages dotés de super-pouvoirs. Mais la situation empire encore lorsqu'un petit malfrat nommé Joey Z est retrouvé mort d'asphyxie dans un cocon de toile. Cette fois-ci accusé de meurtre, l'Araignée est traqué comme jamais, alors qu'Osborn organise l'enlèvement de son propre petit-fils par un faux Bouffon Vert afin d'écarter tous les soupçons portés à son égard.

Pourchassé par tous les chasseurs du dimanche, Spider-Man est également tabassé - et presque laissé pour mort - par un nouveau venu dans le milieu du crime à New-York : la Tarentule Noire. La Traque implique également des tireurs d'élite tels que le Punisher en personne, mais quand Normie est retrouvé et le Bouffon apparemment tué dans une explosion, la réputation de l'Homme-Araignée n'en reste pas moins ternie et il ne peut sortir sans être pris pour cible. Peter Parker doit donc renoncer à son costume jusqu'à ce qu'il soit innocenté.

## Résumé

### Préludes
Le mois précédant le lancement officiel du crossover, chacune des quatre séries mensuelles Spider-Man présente un épisode y servant de prologue.
Dans The Sensational Spider-Man #26, Hydro-Man tente d'empocher la prime en tendant un piège au Tisseur, mais ce faisant il attire également l'attention de l'Homme-Sable et Silver Sable, qui contribuent à le neutraliser. Spider-Man rend ensuite visite à son vieil allié Hobie Brown, alias le Rôdeur, pour lui demander un service...
Dans The Amazing Spider-Man #433, Peter est contraint d'affronter Mr Hyde sans son costume, dissimulant son identité avec un sweat-shirt à capuche, alors que Joe Robertson donne une soirée d'adieu pour marquer son départ du Daily Bugle, ne pouvant supporter de le voir contrôlé par Osborn.
Dans Spider-Man #90, le héros se lance à la recherche de trois civils aspirés dans un trou noir, en fait un portail vers la Zone Négative. Là, il combat le seigneur de guerre Blastaar aux côtés de Dusk, héros local qui est alors gravement blessé et lui transmet son costume, une combinaison intégrale noire permettant de se fondre dans l'obscurité et de planer.
Dans The Spectacular Spider-Man #256, Peter et Mary Jane sont en train de travailler sur l'élaboration de nouvelles tenues quand le Lapin Blanc diffuse une demande de rançon pour avoir pris en otages deux anciens super-criminels reconvertis en justiciers, le Grizzly et le Gibbon. Ne disposant de rien d'autre, Peter intervient sous l'avatar de l'Homme-Sac, pendant que son épouse termine de confectionner la tenue à laquelle elle donne le nom de Prodige.
Pour les deux mois qui suivent, chacune des quatre revues se concentre sur une des quatre nouvelles identités.

### The Sensational Hornet
Avec l'aide de Hobie Brown, qui a conçu un harnais anti-gravité, l'ex-Spider-Man se crée l'identité du Frelon, héros volant qui fait ses débuts en affrontant le Pilleur, notamment grâce aux dards sédatifs créés par Ben Reilly. Pris au dépourvu par des journalistes, il fait une déclaration malheureuse selon laquelle Spider-Man n'est plus un problème. Cela incite la Torche Humaine à lui demander des explications, mais aussi et surtout le Vautour à réclamer vengeance, ayant des comptes à régler avec le Tisseur de Toiles. Au cours du combat, le Frelon se montre un peu trop familier avec son ennemi, qui finit par le reconnaître à travers ses provocations, de même que Norman Osborn, présent sur les lieux. Une fois le bandit arrêté, Peter décide donc de renoncer à cet avatar.

### The Amazing Ricochet
Mary Jane élabore le costume de Ricochet à partir d'une veste en cuir, sous laquelle Peter met particulièrement à profit ses pouvoirs de vitesse et d'agilité, complétés par l'usage de projectiles en forme de disques à son image, pour s'attaquer à la petite délinquance en prétendant convoiter leur butin. Il compte ainsi attirer l'attention de la Tarentule Noire, espérant infiltrer son organisation pour mieux la détruire, mais il est abordé par la dangereuse Delilah, bras droit de son principal rival et ayant un fort contentieux avec lui. Il accepte de s'allier avec elle et c'est ainsi qu'ils affrontent ensemble Baston et Bloodstream, hommes de main de la Tarentule qui finissent par blesser assez gravement la jeune femme.

### Peter Parker: Dusk
Dusk retrouve le Piégeur, véritable assassin de Joey Z, alors que son commanditaire a mis sa propre tête à prix pour s'assurer de son silence. Le justicier de l'ombre sauve ainsi le criminel des mains du Shocker, ce qui le convainc de contre-attaquer Osborn à ses côtés. Sur une idée de l'inspecteur Arthur Stacy, il s'équipe d'un magnétophone pour enregistrer les aveux d'Osborn, mais l'appareil étant détruit lors de la confrontation, Dusk convainc le Piégeur de se rendre aux autorités en avouant son crime, disculpant ainsi Spider-Man.

### The Spectacular Prodigy
Prodige, héros à l'ancienne pouvant bondir de toit en toit (et dont le costume est pare-balles), empêche l'enlèvement d'un ambassadeur oriental par des terroristes affiliés au super-vilain Conundrum, tandis que le vilain lui-même kidnappe sa fille, la détenant en otage pour se la faire échanger contre un artefact réputé mystique. Or, le joyau en question est justement dérobé par Jack O'Lantern au Metropolitan Museum of Art. Un compromis doit donc être trouvé et Prodige propose de remplacer l'ambassadeur au rendez-vous donné par le chef des terroristes. Cependant, Jack le précède et c'est ainsi que les deux criminels sont amenés à trouver un accord, s'alliant contre le justicier qui vient toutefois finalement à bout de leurs illusions. Prodige sauve la fille de l'ambassadeur tandis que l'un des gardes du corps d'Osborn, qui vient d'arriver, descend Jack (en réalité, il s'agit d'une illusion, Jack travaillant pour Osborn depuis le début, mais cela n'est révélé au lecteur qu'à la fin de l'histoire).

Lors de la conférence de presse qui se tient à la suite de ces événements, Prodige déclare avoir trouvé un costume de Spider-Man dans le repaire de Conundrum, ainsi que des preuves indiquant que l'agression originelle de Norman Osborn par l'Homme-araignée n'était qu'un coup monté. Définitivement innocenté, le Tisseur de Toile va pouvoir refaire son apparition et Peter Parker met donc au placard ses avatars de remplacement.

## Séquelles

### Comics
Cette saga a eu plusieurs conséquences dans les comics qui ont suivi :
- l'échec du plan d'Osborn le mènera à se tourner vers un autre projet, le "Grand Rassemblement", cérémonie cruciale pour son avenir ;
- les quatre identités créées durant la saga seront recyclées par un groupe de jeunes super-héros, équipe appelée les Slingers. Un mensuel leur sera consacré, durant 13 numéros ;
- parmi eux, Frelon connaîtra un destin tragique lorsqu'il se trouvera sur la route d'un Wolverine manipulé par l'HYDRA ;
- le mutant Ricochet rejoindra l'équipe d'Excelsior (également appelée les Loners), qui sera intégrée à la Avengers Academy lors du programme Initiative ;
- Dusk fera dès ses débuts une chute mortelle, ressuscitant avec de véritables pouvoirs ;
- Prodige, quant à lui, fera notamment parler de lui en affrontant Iron Man durant Civil War.

### Jeux vidéo
Au fil des ans, les costumes de la saga ont été représentés à plusieurs reprises dans des jeux vidéo :
- dans Spider-Man 2 : La Revanche d'Electro, les apparences de Dusk et Prodige peuvent être débloquées en bonus, octroyant divers pouvoirs comme l'invisibilité pour Dusk et le double-saut pour Prodige ;
- dans Marvel: Ultimate Alliance 2, Prodige apparaît en tant que boss à affronter par les héros Pro-Recensement ;
- dans Spider-Man : Aux frontières du temps, les quatre tenues sont proposées, ensemble, comme un DLC offert en bonus de précommande par certaines enseignes, ultérieurement distribué gratuitement sur le PlayStation Store ;
- dans The Amazing Spider-Man 2 inspiré du film homonyme, Ricochet et le Frelon font partie des costumes alternatifs, ici présentés comme les héros de comics lus par Peter.

## Publication en France
En VF, ces épisodes ont été intégralement traduits dans Spider-Man (vol.1) no 32 et Spider-Man Extra no 16, parus en septembre 1999 aux éditions Marvel France). Les quatre épisodes préludes quant à eux formaient le programme du numéro 31.
La série dérivée Slingers, en revanche, demeure quant à elle inédite en français.